# Yauaretê
Yauaretê é um álbum de estúdio do cantor e compositor Milton Nascimento, lançado em 1987 pela gravadora CBS Records.O disco foi lançado após uma tentativa de parceria com o grupo RPM no qual resultou-se somente em um compacto, o disco foi gravado entre Rio de Janeiro e Los Angeles sob a produção de Marco Mazzola e traz músicas inéditas, como "Canções e momentos", "Carta à República" com base na carta que foi apresentada em Araxá pedindo mais liberdade para os artistas e compositores durante o I Congresso Nacional de Música Popular dois anos antes, além de "Mountain" feita em parceria com Márcio Borges e também do inglês Cat Stevens, "Planeta blue", "Yauaretê" e participações como de Herbie Hancock e Paul Simon na faixa "O vendedor de sonhos", do grupo Uakti em "Dança dos Meninos" e "Carta à República" além de Wayne Shorter e de Hancock novamente na faixa "Mountain". O disco traz também a faixa "Morro velho" que fora lançada originalmente em seu primeiro disco, de 1967, aqui reaparece com um arranjo diferente.

## O título do disco
Originalmente, o disco têm esse nome pelo fato de certa vez em que o músico Tom Jobim chamou-o de "yauaretê", que é uma das formas de chamar a onça ou jaguar e que acabou dando nisto. No encarte do disco, há tem um poema curto na qual o músico reverencia Milton comparando-o com o felino e o chamando de "meu carioca mineiro".

## Faixas
| N.º | Título                                                                        | Compositor(es)                       | Duração |  |
| 1.  | "Planeta blue"                                                                | Nascimento e Brant                   | 3:40    |  |
| 2.  | "O vendedor de sonhos" (participação especial de Paul Simon e Herbie Hancock) | Nascimento e Brant                   | 4:08    |  |
| 3.  | "Yauaretê"                                                                    | Nascimento e Brant                   | 3:01    |  |
| 4.  | "Cidade encantada"                                                            | Nascimento e Nelson Ayres            | 3:47    |  |
| 5.  | "Meu mestre coração"                                                          | Nascimento e Brant                   | 3:47    |  |
| 6.  | "Dança dos meninos" (participação especial de Uakti)                          | Nascimento e Marco Antônio Guimarães | 3:15    |  |
| 7.  | "Eldorado"                                                                    | Nascimento e Ronaldo Bastos          | 3:41    |  |
| 8.  | "Carta à República" (participação especial de Uakti)                          | Nascimento e Brant                   | 3:25    |  |
| 9.  | "Morro velho"                                                                 | Nascimento                           | 5:08    |  |
| 10. | "Mountain" (participação especial de Wayne Shorter e Herbie Hancock)          | Nascimento, Brant e Cat Stevens      | 4:49    |  |
| 11. | "Canções e momentos"                                                          | Nascimento e Brant                   | 3:42    |  |

## Ficha Técnica[3]
- Produtor e diretor de mixagem: Marco Mazzola
- Direção musical: Milton Nascimento
- Direção executiva, capa e fotografia:: Márcio Ferreira
- Coordenação de produção: Eva Strauss e Suzanne Marie Edigreen (Los Angeles)
- Assistentes de produção: Beth Campos
- Estúdios de gravação: Sigla (Rio de Janeiro),Capitol Records, Lion Share Recording Studios (Los Angeles),Westlake Studios (Los Angeles) e Studio's Master (Los Angeles)
- Técnicos de gravação: Luiz Paulo, Cláudio Ordenes e John Arrias
- Auxiliares de gravação: Beto, Marcelo, Dennis Stefani e Rich Markowitz
- Estúdios de mixagem: Studio's Master
- Engenheiros de mixagem: Humberto Gatica
- Auxiliares de mixagem: Karen Seigel e Laura Livingsgton
- Edição: Ray "Share"
- Assistência técnica: Carlos Ronconi
- Arregimentação: Maurell
- Corte: Élio Gomes e Manoel Magalhãe
- Colaboradores: Fabrício Brito